# Coreopsideae
A Coreopsideae a virágos növények egy nemzetségcsoportja, az őszirózsaformák alcsaládjába tartozik.  Többek közt olyan termesztett nemzetséget is tartalmaz, mint a pillangóvirágok és a dáliák nemzetsége.
Egy hasonló csoport számon tartottak 1829 óta, a Heliantheae (Cass., 1819) nemzetségcsoport részeként. Azonban a késő XX. századi kutatások alapján a csoportot újradefiniálták, és ma már külön nemzetségcsoportként értelmezzük. A Heliantheae tágabb változatát felosztották több nemzetségcsoportra, mint a Bahieae, Chaenactideae, Coreopsideae, Helenieae és végül Heliantheae (szűkebb értelemben).
A nemzetségcsoporton belül, a nemzetségek gyümölcsök és virágok jellegzetességein alapuló hagyományos meghatározása nem tükrözi a molekuláris filogenetika szerinti evolúciós kapcsolatokat.
A nemzetségcsoport jellemzője a fényes zöld murvalevél a virágfej tövénél két sorban: egy belső sor szorosan egymás mellett elhelyezkedő murvalevél és egy külső, ritkásabb, lefelé mutató sor. Továbbá négy nemzetséget tartalmaz, amelyek C4-es szénmegkötést végeznek: a Chrysanthellum, Eryngiophyllum, Glossocardia, valamint az Isostigma nemzetségek. John Harvey Kellogg kutatásában ide sorolta a Krizantém (Chrysanthemum) növénynemzetséget is, amit ma a Anthemideae nemzetségcsoportba sorolunk.

## Fordítás
- Ez a szócikk részben vagy egészben  a   Coreopsideae című angol Wikipédia-szócikk ezen változatának fordításán alapul.  Az eredeti cikk szerkesztőit annak laptörténete sorolja fel. Ez a jelzés csupán a megfogalmazás eredetét és a szerzői jogokat jelzi, nem szolgál a cikkben szereplő információk forrásmegjelöléseként.